# Nguyễn Dân Phú
Nguyễn Dân Phú (né le 12 novembre 1916 dans le protectorat français du Tonkin et mort le 28 juin 1999 à Désertines) est un des Maîtres ayant permis l'essor du Viet Vo Dao en France (arts martiaux vietnamiens). Il créa et conduisit l'école Thanh long Vo Duong à son apogée jusqu'en 1991 (Source: Maître Nguyễn Dân Phú : sa vie, son œuvre Auteur A. GAZUR). Il fut l'un des cofondateurs de la première fédération française de Viet Vo Dao en 1973, et fut nommé 10e dang, Patriarche du Viet Vo Dao en France et doyen du Viet Vo Dao pour l'Europe. Il est également un des rares maîtres à avoir reçu le grade officiel de 9e Dan à titre posthume, attribué par la FFKDA en mars 2015.

## Jeunesse au Vietnam: 1911/1916 - 1940
Nguyễn Dân Phú naît en 1911/1916 à Đa Ngưu, à 30 kilomètres de Hanoï, dans une famille aisée.
Il bénéficie ainsi pendant toute la première partie de sa vie de l'enseignement direct de Maîtres réputés. Il disait détenir ses techniques martiales de trois sources : 
- un maître vietnamien : maître Cu Tôn, le premier d'entre eux,

- un maître chinois (dont le nom n’est pas connu), qui vivait juste de l’autre côté de la frontière : c’est avec lui qu’il a notamment appris son Thai Cuc (Taï Chi en vietnamien),

- et un autre maître vietnamien : maître Nguyen Hoa (disciple de Ba Cat, lui-même disciple du Maître chinois Haï Trao - lignée Shaolin et condisciple de Han Baï).

## Le départ pour la France en 1940
Il quitte Hanoï à 29 ans pour s'enrôler comme interprète dans l'armée française pendant la Seconde Guerre mondiale. Blessé grièvement au combat, et lorsque son frère aîné, Dan Giam, rentre de France après des études à la Sorbonne, il émet le souhait de découvrir le pays qui l’a enchanté. Il décide de s'installer en France, à Montluçon, peu après la fin des hostilités. Combattant d'exception, il était surnommé au Vietnam « Daï Viet Thanh Long » (le plus souvent traduit par « le Suprême, l'invincible Dragon Vert »).

## L'enseignement et le développement de son art: 1947
Encouragé également par les succès du judo, il commence dès 1947 à enseigner à quelques disciples un savoir épuré en autodéfense principalement acquis à Hanoï et à la frontière chinoise. Il crée donc une première école qu’il nomme « Mai hoa Quyền », dans laquelle sont abordées essentiellement les endurcissements, les positions et les applications des techniques de combat. Elle ne compte au départ que quelques élèves en plus des huit fils du maître (il aura également trois filles).
De ces apports techniques chinois et vietnamien, et par le fruit de ses recherches, il synthétisa et créa son propre style : le style « Thanh Long » qui signifie "tuer silencieusement", en rapport avec son surnom. Cet enseignement se diffusa discrètement à travers la création en 1958 de sa propre école (dénommée « Thanh Long Vô Duong » soit « l’École du Dragon Vert » -littéralement École / Académie d'Art Martial du Dragon d'Eau). 

### Une école dont la hiérarchie fit la force
Au fil du temps, l’École Thanh long " Vô Duong Thanh Long " s'est structurée et répandue. Une des grandes forces de son école fut sa structuration pyramidale, permettant de réserver à chacun une place et un rôle précis. De ce fait, le culte des anciens et l'importance du rôle de chaque membre de l'école étaient respectés, et ce, dans la pure tradition confucéenne asiatique. Déjà, les niveaux de pratique martiale étaient hiérarchisés de la manière suivante : une ceinture blanche (de 0 à 4 CAP = barrettes vertes déposées en bas de ceinture), ensuite une ceinture noire (en réalité et bien que se situant entre le 4° cap et la ceinture verte, la ceinture noire n'était pas un grade de l'école Thanh Long mais était délivrée par la fédération de tutelle) puis une ceinture verte qui représentait le symbole du disciple du Maître Nguyễn Dân Phú. Ce grade donnait le titre de "Thanh Long" à celui qui la revêtait, car il était alors considéré comme porteur des valeurs et représentatif de l'École.

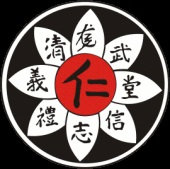
Symbole de l'Ecole Thanh Long Vo Duong Viet Vo Dao - LIEN HOA

### L'intégration de techniques éparses sino-vietnamiennes
Maître Nguyen Dan Phu repris dans son école les techniques martiales très anciennes des 18 mouvements de base de l’école de Shaolin (Thieu Lam en vietnamien) et des 72 techniques du moine Da Mo (Bodhidharma) ainsi que les formes basées des 8 Pakua ou bagua. 
Les techniques du nord Viêt Nam et du Sud de la Chine (Thiếu Lâm Hoàng Gia Võ Đạo // Shàolín 少 林 hung gar 洪 家) sont très présentes dans le style Thanh Long qui privilégie le travail des membres supérieurs : poings, marteaux, pioches, saisies, tranches, piques, coudes, paumes, endurcissements, "mains molles" et blocages cassants. Toujours attentif et à la recherche de techniques efficaces, Maître Nguyễn Dân Phú s’est entouré de toutes les sources d’enrichissement martial, il n’en excluait aucune, quelles que soient leurs origines, y compris pugilistiques. Force est de constater que bon nombre de techniques présentes dans le CAI LI FO (Choy Lee Fut 蔡李佛拳 ; pinyin : càilǐ fó quán) sont également présentes dans le style Thanh Long (pioches, marteaux, poing fermé avec le pouce au dessus, positions ancrées et déplacements...). Cette boxe fut d'ailleurs très répandue au Vietnam et est le style de Kung-Fu Wushu le plus répandu aux États-Unis, grâce à l'arrivée de "Boat-people".

### Un art martial complet, interne et externe
Si la pratique de l'art martial Thanh Long était externe (classification très occidentale car en Asie, interne et externe ne s'opposent pas mais se complètent, l'un n'allant pas sans l'autre), elle intégrait également un travail interne.  Cet aspect interne de la pratique de l’école Thanh Long résidait dans le travail respiratoire et énergétique autour de trois axes principaux : Thuat Duong Lao, Bat Quaï Chuong et le Taï Cuc. 
En effet, grâce au Dr Chin Shing Pok , expert en Taiji chinois, et élève de l'École Thanh Long (Ceinture Verte nommée par Maître Nguyen Dan Phu), Maître Dan Phu découvrit le livre de Jiang Rongqiao, il se remémora de nombreux mouvements qui étaient enfouis dans sa mémoire, mouvements qu’il intégra dans son enseignement. Il avait une haute considération de la valeur de cette pratique.
Cette technique représente l’aspect interne de la pratique de l’école Thanh Long et se révèle en fait être une forme de l’art martial chinois Bagua Zhang. 
Maître Phú a ainsi étudié divers styles en majorité chinois, qui ont historiquement la même origine : Shaolin (Thieu Lâm en vietnamien).
Il n'omet pas non plus d'intégrer dans son enseignement l'étude des armes traditionnelles, dont notamment le bâton (Bong) (court, moyen ou long), une de ses armes de prédilection, mais aussi les fléaux (Long Gian), le sabre (Dao), l'épée simple ou double (pour les féminines) (Kiem), la hallebarde (Daï Dao), la lance (Giao Kic)...
Il encouragea également, sans pour autant obliger qui que ce soit, aux combats de type assaut/boxe. Des compétitions eurent lieu et amenèrent notamment son premier élève, Maître Ramon Aguilar, en finale du Championnat de France de Karaté.
En cela, toutes les formes martiales pouvaient être abordées; ce qui ne retire ni de dénature en rien son caractère traditionnel.

### La Fédération Française de Viêt Vo Dao: consécration de son engagement
Il est cofondateur en 1973 et doyen de la Fédération Française de Viet Vo Dao aux côtés de son ami maître Hoang Nam (école Wu Tao) et des maîtres Pham Xuan Tong (qui créera plus tard le Qwan Ki Do), Nguyen Trung Hoa (école Kim Long), Bui Van Thinh, Tran Minh Long (école Minh Long), Tasteyre Tran Phuoc (école Han Bai) et Phan Hoang (école Nghia Long, Vovinam). C’est à partir de cette période que « l’École Thanh Long » prit véritablement son essor. Plus tard, à titre honorifique, il fut nommé Maître Patriarche du Viet Vo Dao en France, avec le grade de 10e Dang.
De cette fédération naîtra notamment un programme officiel de 5 quyens établis par ou pour chaque Maître fondateur, selon sa sensibilité (Origine des quyens fédéraux) :
- Tien Mon Quyên (les portes de la méditation) transmis par Maître Tasteyre Trân Phuoc (1942-1971)
- Long Su Quyên (Le Dragon Suprême) transmis par Maître Tran Minh Long (1925-1977)
- Trung Hoa Quyên (harmonie) transmis par Maître Nguyen Trung Hoa (1914-1975)
- Phuong Hoang Quyên (le phœnix céleste) transmis Maître Nguyen Dan Phu (1911-1999)
- Thap Tu Quyên (les dix lettres secrètes) transmis par Maître Nguyen Loc (1912-1960)

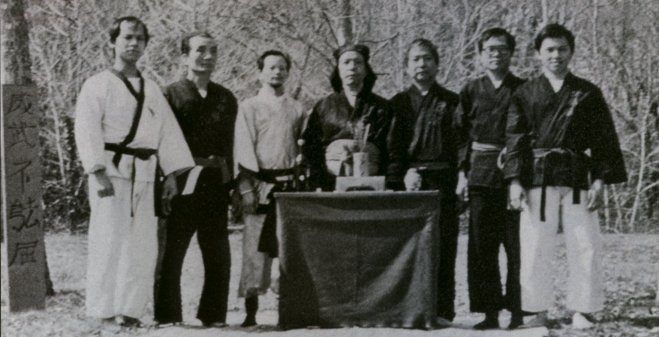
Les Maîtres Fondateurs de la 1re Fédération Française de Viet Vo Dao en 1973 : de G. à D. : Pham Xuan Tong, Nguyen Trung Hoa, Hoang Nam, Nguyen Dan Phu, Bui Van Thinh, Phan Hoang, Tasteyre Tran Phuoc, (Tran Minh Long absent de cette photo)

## Les courants issus du THANH LONG VIET VO DAO
Il enseignera tout de même jusqu'en 1998 à quelques privilégiés en ayant voué sa vie au perfectionnement et à l’enrichissement de son art. Soucieux d’en organiser la pérennité, il fonda officiellement et de son vivant huit écoles, à la tête desquelles il nomma chacun de ses 8 fils. Symbole de cette décision, une stèle a été déposée à Da Gnuu, le village natal du Maître. Il aura eu 8 fils et 3 filles.
En 1991, Maître Nguyễn Dân Phú, se retirant progressivement de l’enseignement depuis le début des années 1990, vit notamment ses fils (Gérard, Michel et Serge) créer trois écoles actives de son vivant, puis une quatrième (Gilles) s'activera en 2011 : Thanh Long Dong Haï (mer de l'est, Nguyen Dan Binh Serge), Thanh Long Son Hai (La montagne et la mer, Nguyen Dan Hung Michel), Thanh Long Truong Son (La chaîne des montagnes, Nguyen Dan Viet Gérard), Thanh Long Nam Son (La montagne du Sud, active à partir de 2011 de Nguyen Dan Minh Gilles). Les quatre autres écoles n’accueillent à ce jour aucun élève officiellement (École Thanh Long BAC HAI - La mer du Nord de NGUYEN Dan Luc, François ; École Thanh Long NAM HAI - La mer du Sud de NGUYEN Dan Ton, Daniel ; École Thanh Long TAY HAI - La mer de l'ouest de NGUYEN Dan Long, Alain ; École Thanh Long TAM SON - Les 3 montagnes de NGUYEN Dan Viet, Christian). Sa fille cadette Sarah se rapprocha de Gilles en 2011 puis activa sa propre structure. 
Maître Nguyễn Dân Phú disparut le 28 juin 1999, à l’âge de 82 ans, laissant derrière lui une œuvre dont l’héritage est difficile à quantifier. On dénombre à ce jour près d'une vingtaine d’écoles,qui seraient issues directement ou indirectement du Thanh Long ou influencées plus ou moins fortement par le Thanh Long (Cuu Mon, Son Long, Mien Phi Long, Hu Ying Dao, Bach Ho, Song Long, Tam Tao Mon Phaï, Vo Long Haï, Tam Long, Dong Fang Hong Long, Cepam Dragon Vert, Chan Dien, Ho Bao Phuong Hoang, Hoa Thien Duong, Zhong Long, Sheng Zhi Qi Dao, Lan Long Yu Lin, Viet Vo Dao Boxing, Thieu Lâm Yang Paï Lao Jia, Viet Taï Gym, Wyn-Phu...)
Tous ceux qui l'ont côtoyé s’accordent à le reconnaître, et jusqu’à son dernier souffle, Maître NGUYEN Dan Phu, « Lao Su Daï Viet », était un pratiquant de génie, inventif, généreux, toujours prêt à apprendre, à confronter et à transmettre.[réf. nécessaire]

## Livres et ouvrages consacrés à Maître Nguyễn Dân Phú
- Maître Nguyễn Dân Phú : sa vie, son œuvre, André Gazur
- Lão Sư Đại Việt Thanh Long, André Gazur
- A Maître Phu - Võ đường Thanh Long - Ecole du Dragon Vert, Francis Fournier
- Thanh Long Lê To - Un maître ne meurt jamais, Nguyen Dan Hung Michel